# تربل ميكر
تربل ميكر (بالإنجليزية: Trouble Maker)‏ هي أول فرقة فرعية من الفرقتين الرسمية فور مينيت وبيست، التي شكلتها كيوب إنترتينمنت في عام 2011. ويتألف الفريق الفرعي من هيونا وجانغ هيون سيونغ.

## الأعضاء
1. هيونسيونغ من فرقة بيست
2. كيم هيونا من فرقة فور مينيت

## روابط خارجية
- تربل ميكر على موقع ميوزك برينز (الإنجليزية)
- تربل ميكر على موقع ديسكوغز (الإنجليزية)